# Raul Boesel
Raul Boesel, brazilski dirkač Formule 1, * 4. december 1957, Curitiba, Brazilija.
Raul Boesel je upokojeni brazilski dirkač Formule 1. Debitiral je v sezoni 1982, ko je kot najboljši rezultat sezone dosegel osmo mesto na Veliki nagradi Belgije. V sezoni 1983 je na Veliki nagradi zahodnih ZDA dosegel sedmo mesto, kar je njegov najboljši rezultat kariere. Po koncu sezone se je upokojil. Med leti 1985 in 2002 je sodeloval na dirki Indianapolis 500, najboljši rezultat je dosegel na dirki leta 1989, ko je bil tretji.

## Popolni rezultati Formule 1
(legenda) (odebeljene dirke pomenijo najboljši štartni položaj, poševne pa najhitrejši krog, †-uvrščen kljub odstopu)
| Leto | Moštvo                         | Šasija      | Motor       | 1       | 2       | 3       | 4     | 5       | 6        | 7        | 8       | 9       | 10      | 11      | 12      | 13      | 14      | 15      | 16     | Prv | Toč |
| ---- | ------------------------------ | ----------- | ----------- | ------- | ------- | ------- | ----- | ------- | -------- | -------- | ------- | ------- | ------- | ------- | ------- | ------- | ------- | ------- | ------ | --- | --- |
| 1982 | March Grand Prix Team          | March 821   | Cosworth V8 | JAR 15  |         |         |       |         |          |          |         |         |         |         |         |         |         |         |        | -   | 0   |
| 1982 | Rothmans March Grand Prix Team | March 821   | Cosworth V8 |         | BRA Ret | ZZDA 9  | SMR   | BEL 8   | MON DNPQ | VZDA Ret | KAN Ret | NIZ Ret | VB DNQ  | FRA DNQ | NEM Ret | AVT DNQ | ŠVI Ret | ITA DNQ | LVE 13 | -   | 0   |
| 1983 | Equipe Ligier Gitanes          | Ligier JS21 | Cosworth V8 | BRA Ret | ZZDA 7  | FRA Ret | SMR 9 | MON Ret | BEL 13   | VZDA 10  | KAN Ret | VB Ret  | NEM Ret | AVT DNQ | NIZ 10  | ITA DNQ | EU 15   | JAR NC  |        | -   | 0   |